# Landgericht Meseritz
Das Landgericht Meseritz war ein preußisches Gericht der ordentlichen Gerichtsbarkeit im Bezirk des Oberlandesgerichts Posen mit Sitz in Meseritz.

## Geschichte
Das königlich preußische Landgericht Meseritz wurde mit Wirkung zum 1. Oktober 1879 als eines von sieben Landgerichten im Bezirk des Oberlandesgerichtes Posen gebildet. Der Sitz des Gerichtes war Meseritz. Das Landgericht war danach für die Kreise Birnbaum, Bomst, Meseritz und den größten Teil des Kreises Buk zuständig. Ihm waren zunächst folgende acht Amtsgerichte zugeordnet:
| Amtsgericht              | Sitz         | Bezirk |
| ------------------------ | ------------ | --- |
| Amtsgericht Bentschen    | Bentschen    | aus dem Kreis Bomst der Stadtbezirk Bomst und die Gemeindebezirke Belencin, Godziszewo, Groß Groitzig, Klein Groitzig, Köbnitz, Marianowo, Zakrzewo aus dem Polizeidistrikt Hammer und die Gemeindebezirke Neu-Kramzig, Groß Posemuckel, Klein Posemuckel aus dem Polizeidistrikt Unruhstadt; aus dem Kreis Meseritz den Stadtbezirk Bentschen und der Polizeidistrikt Bentschen und aus dem Polizeidistrikt Tirschtiegel die Gemeindebezirke Amtskaßner Hauland, Bohlen, Deutschhöhe, Großdammer, Lentschen, Luben Hauland, Naßlettel, Rogsen und Ziegelscheune |
| Amtsgericht Birnbaum     | Birnbaum     | Kreis Birnbaum, außer der Teil, der dem Amtsgericht Schwerin zugeordnet ist |
| Amtsgericht Grätz        | Grätz        | Kreis Buk, außer der Teil, der den Amtsgerichten Neutomischel und Pinne (Landgerichtsbezirk Posen) zugeordnet ist |
| Amtsgericht Meseritz     | Meseritz     | Kreis Meseritz, außer der Teil, der dem Amtsgericht Bentschen zugeordnet ist |
| Amtsgericht Neutomischel | Neutomischel | aus dem Kreis Buk der Stadtbezirk Neutomischel, der Polizeidistrikt Neutomischel, der Polizeidistrikt Neustadt bei Pinne außer dem Teil, der dem Amtsgericht Pinne zugeordnet war und den Gemeinde- und Gutsbezirk Chraplewo aus dem Polizeidistrikt Kuschlin |
| Amtsgericht Schwerin     | Schwerin     | aus dem Kreis Birnbaum die Stadtbezirk Blesen und Schwerin an der Warthe und der Polizeidistrikt Schwerin an der Warthe außer den Gemeindebezirken Goray, Marienwalde, Mechnatsch, Orlowce und dem Gutsbezirk Goray |
| Amtsgericht Unruhstadt   | Unruhstadt   | aus dem Kreis Bomst die Stadtbezirke Kopnitz und Unruhstadt und der Polizeidistrikt Unruhstadt außer dem Teil, der dem Amtsgericht Bentschen zugeordnet war |
| Amtsgericht Wollstein    | Wollstein    | der Kreis Bomst, ohne die Teile, die den Amtsgerichten Bentschen und Unruhstadt zugeordnet waren |

Der  Landgerichtsbezirk  hatte 1880 zusammen 198.359 Einwohner. Am Gericht waren ein Präsident, ein Direktor und sechs Richter tätig. Am Amtsgericht Grätz (für die Amtsgerichte Grätz und Neutomischel) und am Amtsgericht Wollstein (für die Amtsgerichte Wollstein und Unruhstadt) bestand eine  Strafkammer. Im Jahre 1888 wurde das Amtsgericht Tirschtiegel gebildet und dem Landgericht Meseritz zugeordnet. Der Landgerichtsbezirk kam aufgrund des Versailler Vertrages 1919 teilweise zu Polen, und das Landgericht Meseritz wurde dem Oberlandesgericht Marienwerder zugeordnet. Die Amtsgerichte Bentschen und Wollstein wurden aufgelöst. Der Rest des Amtsgerichtes Tirschtiegel und der bisher zum Amtsgericht Bentschen gehörende Teil des Kreises Meseritz kamen zum Amtsgericht Meseritz. Der bisher zum Amtsgericht Bentschen gehörende Teil des Kreises Bomst und der Rest des Amtsgerichtes Wollstein kamen zum Amtsgericht Unruhstadt. Im Jahre 1939 wurde Polen deutsch besetzt. Im Rahmen der Neuorganisation der Gerichte in Ostdeutschland und im ehemaligen Polen wurde das Landgericht Meseritz wurde nun dem Kammergericht nachgeordnet. Zu seinem Sprengel zählten nun nur noch drei Amtsgerichte (Meseritz, Schwerin und Unruhstadt). Die Amtsgerichte Bentschen, Birnbaum, Grätz, Neutomischel und Wollstein kamen zum Landgericht Posen.
Im Jahre 1945 wurden der Landgerichtsbezirk unter polnische Verwaltung gestellt und die deutschen Einwohner vertrieben. Damit endete auch die Geschichte des Landgerichtes Meseritz und seiner Amtsgerichte.